# LightScribe

Il logo della tecnologia LightScribe

LightScribe è stata una tecnologia di registrazione ottica che utilizzava uno speciale rivestimento dei CD e DVD per imprimere etichette sul lato opposto al lato di registrazione. La tecnologia LightScribe fu inventata da Hewlett-Packard nel 2004 e data in licenza a numerosi produttori di hardware, produttori di contenuti multimediali e sviluppatori software.

## Storia
La prima tecnologia di questo tipo fu DiscT@2, sviluppata e distribuita dalla Yamaha nel 2002, ma a differenza del LightScribe, consentiva di incidere un disegno solo nella zona non utilizzata del lato dati del disco. Attualmente la tecnologia concorrente a LightScribe è LabelFlash di NEC, evoluzione di DiscT@2.
Dal giugno del 2013 tutti i produttori di masterizzatori (eccetto LG) hanno sospeso la produzione di masterizzatori LightScribe.
Il 26 novembre 2013, il sito web ufficiale di LightScribe, lightscribe.com, è stato rimosso. Al suo posto è stato pubblicato il seguente messaggio:
Dal settembre 2014, il sito web restituisce errore 404.
Dal gennaio 2020, il sito web reindirizza l'utente alla pagina web ufficiale di Hewlett-Packard.

## Tecnologia
La superficie superiore di un disco LightScribe è ricoperta da una tintura reattiva che cambia colore quando assorbe la luce di un laser a infrarossi con lunghezza d'onda di 780 nm.

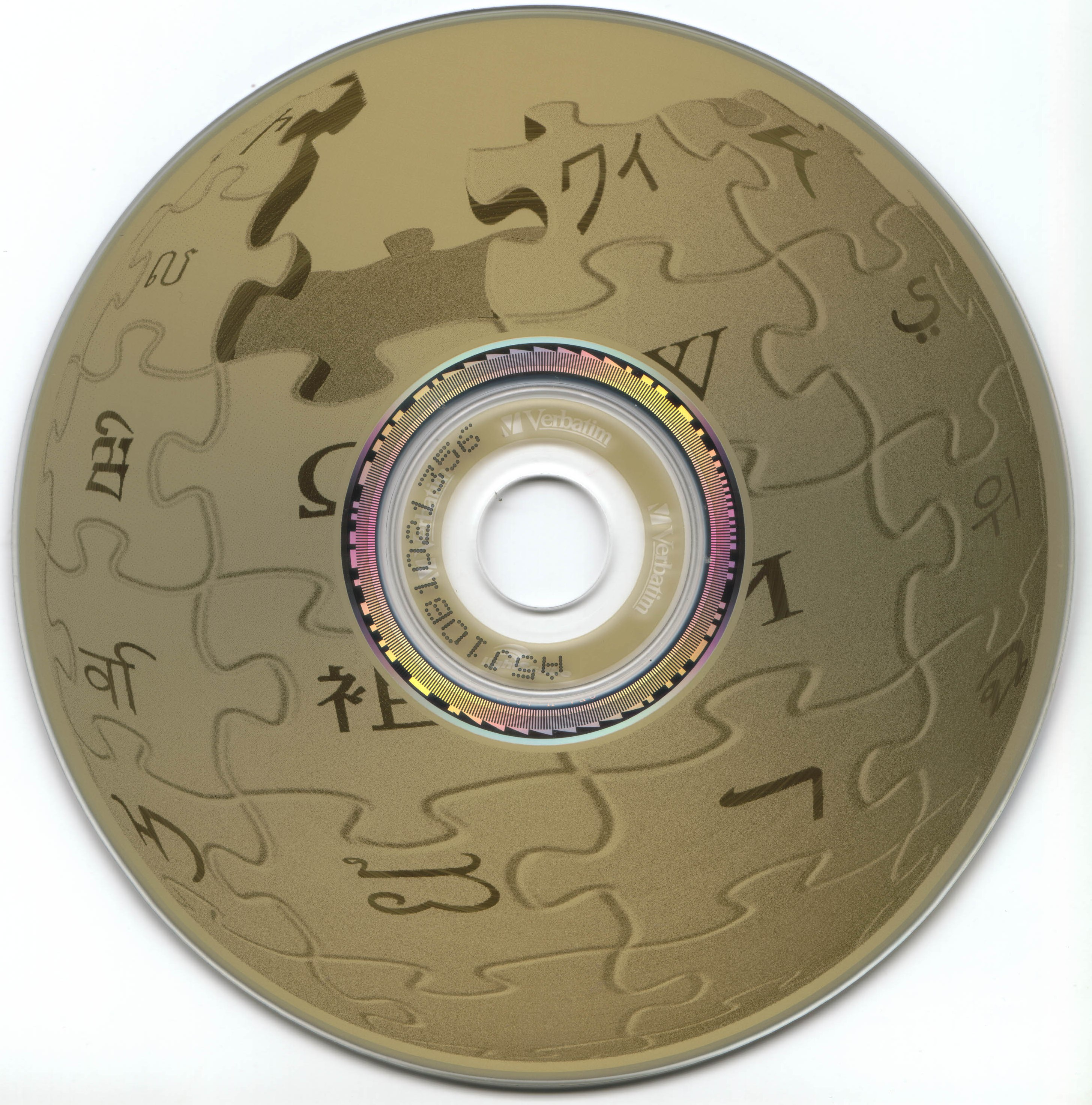
Un CD LightScribe con impresso il logo Wikipedia

Per incidere su tali supporti in genere è necessario voltare il CD/DVD e reinserirlo nella stessa unità ottica dove sono stati masterizzati i contenuti voluti, poiché il laser che colpisce la superficie fotosensibile del CD/DVD è lo stesso che masterizza i dati.
L'etichetta incisa dura circa 9 mesi senza sbiadirsi anche qualora continuamente esposta a illuminazione; questo problema non si dovrebbe porre poiché tutti i dispositivi ottici andrebbero conservati al riparo dalla luce.
L'immagine viene disegnata con linee concentriche; il masterizzatore prende a riferimento uno speciale codice che è posto sul CD in modo da orientarsi alla perfezione anche ad alte velocità durante il processo. È possibile ripassare l'etichetta più volte ottenendo una sovrapposizione perfetta dei vari strati (ma non una cancellazione), o aggiungere elementi in tempi successivi sul medesimo CD.
Per realizzare CD o DVD LightScribe occorrono masterizzatori di tipo LightScribe. Il lato del CD o DVD sul quale è incisa la copertina non può essere utilizzato per la masterizzazione di dati.

## Qualità
La tecnologia LightScribe permette di incidere etichette monocromatiche (in scala di grigio). In principio, i dischi LightScribe erano disponibili solo in un colore seppia e in CD-R e DVD-R. Per ovviare a questo limite, successivamente in Europa e in Asia sono state lanciate cinque nuove varianti colorate: rosso, arancione, giallo, blu e verde. Sono stati quindi commercializzati anche dischi in formato DVD+R e DVD+R DL.
I supporti LightScribe 1.2 permettono tempi di stampa più rapidi (massimo 20' contro i 30' della prima versione LightScribe 1.1). I CD/DVD 1.2 sono compatibili anche con i primi masterizzatori LightScribe, ma è necessario aggiornare il software LightScribe all'ultima versione per sfruttare le nuove potenzialità.

## Hardware e software per la scrittura
Vari produttori hardware utilizzano la tecnologia LightScribe nei propri dispositivi: Hewlett-Packard, Philips, LG Electronics, BenQ, LaCie, Samsung, ASUS
Per scrivere etichette LightScribe è necessario disporre di un software apposito, ma la tecnologia è supportata da tutti i programmi più importanti del settore; Nero Burning ROM, per esempio, ha introdotto il supporto al LightScribe dalla versione 6.6.0.8.
Alcuni programmi gratuiti per creare copertine personalizzate sono: Simple Labeler (per Windows, Mac OS X e Linux) e Template Labeler (per Windows). Due esempi di software a pagamento sono invece Droppix Label Maker (per Windows) e Disc Cover (per Mac OS X).
I dischi LightScribe hanno prezzi all'incirca equiparabili ai supporti normali, eccetto quelli bulk.